# (9069) Hovland
(9069) Hovland est un astéroïde de la ceinture principale, de la famille de Hungaria.

## Description
(9069) Hovland est un astéroïde de la ceinture principale, de la famille de Hungaria. Il présente une orbite caractérisée par un demi-grand axe de 1,91 UA, une excentricité de 0,12 et une inclinaison de 19,6° par rapport à l'écliptique.

## Compléments